# 신동중학교 (경북)
신동중학교(神童中學校)는 대한민국 경상북도 칠곡군 지천면 신리에 위치한 공립 중학교이다.

## 학교 연혁
- 1980년 12월 15일 : 신동중학교 설립 인가(12학급)
- 1981년 3월 4일 : 신입생 241명(남 119명, 여 122명) 입학
- 1981년 10월 28일 : 개교기념식 및 교사 준공식(3층 11교실, 부대시설)
- 1984년 3월 3일 : 칠곡고등학교 개교
- 2014년 2월 5일 : 다목적 강당(소학관) 증축
- 2018년 3월 1일 : 경북기계명장고등학교 전환
- 2020년 3월 1일 : 경북기계명장고등학교로 교명 변경
- 2024년 1월 9일 : 중학교 제41회 6명(총 2,439명) 졸업식
- 2024년 1월 9일 : 고등학교 제38회 66명(총 2,063명) 졸업식
- 2024년 3월 1일 : 제20대 이동재 교장 취임
- 2024년 3월 4일 : 신입생 41명(중학교 8명) 입학
- 2024년 3월 4일 : 신입생 41명(고등학교 33명) 입학

## 참고 자료
- 신동중학교 - 한국교육학술정보원 학교알리미